# Albert O. Hirschman
Albert O. Hirschman (Berlin, 1915. április 7. – Ewing Township, 2012. december 10.) kiemelkedő közgazdász és társadalomtudós, számos politikai gazdaságtanról szóló könyv szerzője. Közgazdaságtant tanult a London School of Economics-on, a HEC Paris-on, a Párizsi Egyetemen és a Trieszti Egyetemen.
Első jelentős munkája a fejlesztési gazdaságtan volt. Itt hangsúlyozta a kiegyensúlyozatlan növekedés szükségességét. Azzal érvelt, hogy az egyenlőtlenséget ösztönözni kell a növekedés ösztönzése és az erőforrások mozgósítása érdekében, mivel a fejlődő országok nem rendelkeznek döntéshozatali képességekkel. Ennek kulcsa az olyan iparágak bátorítása volt, amelyek számos kapcsolatban állnak más cégekkel. Későbbi munkája a politikai gazdaságtan volt, és ott két sémát dolgozott ki.
A második világháborúban kulcsszerepet játszott a megszállt Franciaországból érkező menekültek kimentésében.

## A kiadványai
- National Power and the Structure of Foreign Trade. Univ. of California Press, Berkeley 1945.
- The Strategy of Economic Development. Yale Univ. Press, 1958, New Haven 1958 (Yale studies in economics; 10).
  - német kiadás: Die Strategie der wirtschaftlichen Entwicklung. G. Fischer, Stuttgart 1967.
- Exit, Voice, and Loyalty. Responses to Decline in Firms, Organizations, and States. Harvard Univ. Press, Cambridge MA 1970.
  - német kiadás: Abwanderung und Widerspruch. Reaktionen auf Leistungsabfall bei Unternehmungen, Organisationen und Staaten. Mohr, Tübingen 1974, ISBN 3-16-335251-0
- The Passions and the Interests: Political Arguments for Capitalism before Its Triumph. Princeton Univ. Press, Princeton NJ 1977.
  - német kiadás: Leidenschaften und Interessen. Politische Begründungen des Kapitalismus vor seinem Sieg. Suhrkamp, Frankfurt am Main 1980, ISBN 3-518-06418-5
- Shifting Involvements. Private Interest and Public Action. Princeton University Press, Princeton NJ 1982 (The Eliot Janeway Lectures on Historical Economics in Honor of Joseph Schumpeter; 1979).
  - német kiadás: Engagement und Enttäuschung. Über das Schwanken der Bürger zwischen Privatwohl und Gemeinwohl. Suhrkamp, Frankfurt am Main 1984, ISBN 3-518-57691-7
- Entwicklung, Markt und Moral. Abweichende Betrachtungen. Hanser, München/Wien 1989, ISBN 3-446-15253-9
- The Rhetoric of Reaction. Belknap Press of Harvard Univ. Press, Cambridge MA 1991, ISBN 978-0-674-76868-0
  - német kiadás: Denken gegen die Zukunft. Die Rhetorik der Reaktion. Hanser, München/Wien 1992, ISBN 3-446-16529-0
- A Propensity to Self-Subversion. Harvard Univ. Press, Cambridge MA 1995, ISBN 0-674-71558-6
  - német kiadás: Selbstbefragung und Erkenntnis. Hanser, München/Wien 1996, ISBN 3-446-18753-7
- Tischgemeinschaft. Zwischen öffentlicher und privater Sphäre. Passagen-Verlag, Wien 1997, ISBN 3-85165-267-3
- Crossing Boundaries. Selected Writings. Zone Books, New York, NY 1998, ISBN 1-890951-04-8